# カイザーナックル
『カイザーナックル』（KAISER KNUCKLE）は、1994年にタイトーから発表されたアーケード用対戦型格闘ゲーム。

## 特徴的な要素
5種類の通常技の属性
弱中強のパンチ・キックで攻撃する。また、弱＋中を同時に押す事で超攻撃、中＋強を同時に押すことで激攻撃を出すことができる。
クラッシュゲージ
ダメージを受けるとクラッシュゲージが増え、これが満タンになると次に当てた必殺技の威力が上昇し、背景にも変化が発生する（最終奥義も同様）。出した必殺技がガードされた場合はゲージを消費しない。また、ゲージはラウンド間でも持ち越される。
最終奥義
いわゆる超必殺技。体力ゲージが少なくなって点滅したときに使用可能。
診断結果
敵キャラクターにKOで決着をつけた際、倒されたキャラクターは医師による診断がされ、スコアボーナスで同時にその結果が表示される。スロット形式のランダムに見えるが実は傾向があり、強・超・激の通常技や必殺技ばかり当てて倒してしまった場合、悲惨な診断結果が出やすくなる。なお、時間切れでの決着またはCPU戦でプレイヤー側が倒された際は発生しない。

## 登場人物

### プレイヤーキャラクター
和也（かずや）［Kazuya］
声 - 矢尾一樹
大学生にして、主人公。元々女の子にモテたいがために空手を始めたが、空手の腕はメキメキ上達してもモテないのは相変わらずであった。優勝して女の子にモテるために格闘大会に出場。
梨花（リーファ）［Lihua］
声 - 島津冴子
居合術の道場の娘。行方不明になった親を捜し、すっかり寂れてしまった道場を再建するために格闘大会に出場。
バーツ［Barts］
声 - 置鮎龍太郎
暴走族のリーダー。自分の運転ミスで事故を起こしてしまい、昏睡状態になった恋人「セーラ」を救うのにかかる、多額の手術費用を手に入れるために格闘大会に出場。
武龍（ウーロン）［Wulong］
ある組織の暗殺家。幼い頃に組織に拾われ、何の疑問も持たずに暗殺家業を続けていたが、他人の子供が無邪気に遊ぶ風景を見て暗殺から手を引くことを決意。組織から離れるための条件として提示された、1000万ドルを手に入れるために格闘大会に出場。
ライザ［Liza］
声 - 久川綾
アマゾンの奥地で暮らす日系三世の少女。リオのカーニバルのコンテストに一年かけて自分でじっくり準備した衣装を身に着けて挑んだが、予選落ちする。なんとしてもリオの女王になりたい彼女は、カーニバル用の新しい衣装を買うために格闘大会に出場。
ボギー［Boggy］
ダンサー。バイトで得た収入を毎月すべてダンスレッスンにつぎ込むも、時折行われるオーディションでは未だに端役にすら選ばれなかった。ダンスの才は誰もが認めていたが、バックボーンがないことや人種差別が彼を阻む壁になっていた。優勝し、名誉を手に入れるために格闘大会に出場。
月光（げっこう）［Gekkou］
声 - 石川英郎
スタントマン。実は「武幻流忍者」の末裔。普段は仲間たち（同じ武幻流忍者の末裔たち）と共に、映画村でアルバイトをしている。仲間たちは「本物の忍者の末裔である我らが、なぜこんなことを」とグチるが、月光は「修行のついでに飯も食える」と楽観的であった。月光の師匠が大会の破格の賞金に目がくらみ、「見事優勝賞金を持ってくれば、免許皆伝を授ける!」と問題発言。純粋に師匠を尊敬している月光は、免許皆伝を授けてもらうために格闘大会に出場。
J・マッコイ［J-McCoy］
声 - 田中一成
ボクサー。「費用を全額負担するなら、ヘビー級チャンプとの試合を組んでやる」とジム会長に言われ、その費用を捻出するために格闘大会に出場。ボクサー（キックボクサーではない）だがキックも使う。
マルコ［Marco］
声 - 音羽一郎
人造人間。見た目によらず優しい心を持つ。博士に人間にしてもらうために格闘大会に出場。雑誌『ゲーメスト』の初報では人造人間8号とされている。

### ボスキャラクター
ミハエル・ゴンザレス［Gonzales］
声 - 江川央生
中ボス。オリンピック金メダリストとなることで安泰した生活を手に入れる事を願っていたロシアの柔道家。祖国の崩壊によりオリンピックへの参加機会を奪われ失意の中、故郷に帰還すると婚約者「ターニャ」は内戦に巻き込まれ消息不明となっていた。ターニャは生きていると信じ取り戻すため1000万ドルという優勝賞金を目当てに大会に参加する。
アステカ［Azteca］
最終ボス。翡翠の仮面を被る人気レスラーだが、マスコミ嫌いで己の事を語らないためメキシコ出身である事以外は謎に包まれている。己の事を語らない理由は記憶喪失によるもので「パレンケの仮面」を装着した事により不老不死となったがその代償として過去を失ったからとも言われている。彼の過去を知るという占いの女への高額な報酬を得るため大会に参加する。
ジェネラル［General］
隠しボス。いかなる戦場からも仲間を連れ戻り生還した事から傭兵から尊敬を集める伝説の軍人。傭兵たちは尊敬と畏怖の念を込めて邪眼を持つ将軍「エビルアイズジェネラル」と呼ぶ。どのような状況下でも午後のティータイムを欠かさず、その午後の楽しみを邪魔されるのを嫌う。

## 断仇牙（だんくうが）
本作の調整版として当初は『カイザーナックルEX』という、CPU戦の難易度を落とした以外はほぼ変化なしのバージョンを出す予定であったが、ロケテストであまりに不評だったために却下され、そこから改修を行った『断仇牙』として発表しなおした。ゴンザレスとアステカが使用可能キャラクターになり、新技の追加、超攻撃・激攻撃の廃止、CPU戦の難易度低下、ジェネラルの最終ボス化、攻撃力の全体的な低下、練習モードを含めたゲーム開始時のモードセレクト、「ジャンプ攻撃を当てた際にその動作をジャンプでキャンセルできる」という新しいシステムなど、様々な変更点がなされている。
稀にバグが起こりゲームが止まってしまうことはあるものの（CPUのアステカ戦で勝つと低確率だがフリーズしてしまうことがある）、ほぼ完成に近いところまで作られてタイトー直営店でロケテストも行われていたが同社の諸事情により発売はされなかったため、文字通り「幻」と言える格闘ゲームであった。作られた基板は数は少ないながらも現存しており、ロムの吸い出しもされている。
これとは別に『カイザーナックル2』としての続編も企画されていたが、アーケードゲーム制作に使用する基板が3D基板へ移行するに伴って企画は打ち切られた。この経緯を経て、新たに企画されたのが『サイキックフォース』であるという。

## 移植
本作は家庭用には長らく移植されていなかったが、2022年3月2日タイトーから発売された『イーグレットツー ミニ』へ収録された。また続編である『断仇牙』も収録された。

## スタッフ
- プランナー：TAKESHI KOBORI（神村武）、三上裕美、坂本勇二、アオキヒロシ
- メイン・キャラクター・デザイナー：坂本勇二、TAKESHI KOBORI（神村武）
- キャラクター・デザイナー：新里裕人、磯部孝幸、三上裕美、田中伸、岩田篤、杉谷伸二郎、新井伸一、河上聖治、藤田允、沼田和博、河本憲孝、阿部幸雄、平松信宏、加藤秀幸、鯨井洋代、西岡圭介、山下智久、後田達也、谷川剛、西田博
- アシスタント：PEACOCK、VAP、プロダクション・アイジー
- メイン・プログラマー：アオキヒロシ
- プログラマー：宇佐見公介、土屋久美、中村辰男、大山功
- 作曲：渡部恭久 (ZUNTATA)
- サウンド・エフェクト・デザイナー：石川勝久 (ZUNTATA)
- レコーディング・エンジニア：中西宗博 (ZUNTATA)
- システム・エンジニア：金岡勝美、HIRONOBU SUZUKI
- デザイナー：溝辺久美、TAKESHI KOBORI（神村武）
- メカニック・デザイナー：KOICHI OTSU

## 関連作品
- 太鼓の達人11 - バンダイナムコゲームスの音楽ゲーム。本作の楽曲「SPLENDOR」が収録されている。